# 2008 no desporto

## Agenda
- 14 a 27 de janeiro - Australian Open de tênis
- 16 de janeiro a 4 de maio - Campeonatos Estaduais de Futebol
- 3 de fevereiro - Super Bowl XLII
- 10 de fevereiro - Final da Copa das Nações Africanas
- 17 de fevereiro - Daytona 500
- 17 de fevereiro - NBA All-Star Game
- 10 a 13 de abril - Masters de golfe
- 3 de maio - Kentucky Derby de turfe
- 10 de maio a 7 de dezembro - Campeonato Brasileiro de futebol
- 21 de maio - Final da Liga dos Campeões da UEFA
- 25 de maio - 500 milhas de Indianápolis
- 25 de maio a 8 de junho - Roland Garros de tênis
- 7 a 29 de junho - Campeonato Europeu de futebol
- 12 a 15 de junho - US Open de golfe
- 26 de junho a 6 de julho - Wimbledon de tênis
- 5 a 27 de julho - Volta da França de ciclismo
- 15 de julho - MLB All-Star Game
- 19 a 22 de julho - British Open de golfe
- 7 a 10 de agosto - PGA Championship de golfe
- 8 a 24 de agosto - Jogos Olímpicos de Verão
- 25 de agosto a 7 de setembro - US Open de tênis
- 6 a 27 de setembro - Jogos Paraolímpicos de Verão
- 2 de novembro - Maratona de Nova York
- 31 de dezembro - Corrida de São Silvestre

## Eventos

### Janeiro
- 1 de janeiro - EUA realizam pela 1ª vez na história jogo de Hóquei no gelo ao ar livre, ocorrido no Ralph Wilson Stadium[1]
- 4 de janeiro - Edição 2008 do Rali Dakar é cancelada pela 1ª vez na história devido à insegurança na Mauritânia e ameaças terroristas[2]
- 15 de janeiro - O tenista  Gustavo Kuerten anuncia que irá se aposentar este ano após disputar mais alguns torneios
- 26 de janeiro - A tenista  Maria Sharapova vence  Ana Ivanovic e conquista o Aberto da Austrália[3]
- 27 de janeiro - O tenista  Novak Djokovic vence  Jo-Wilfried Tsonga e conquista o Aberto da Austrália[4]

### Fevereiro
- 2 de fevereiro - A atleta  Maurren Higa Maggi quebra o recorde sul-americano indoor de salto em distância com a marca de 6,87 m
- 3 de fevereiro O  New York Giants vence o New England Patriots por 17 a 14 e é campeão do Super Bowl[5]
- 10 de fevereiro O  Egito vence  Camarões por 1 a 0 e é campeão da Copa das Nações Africanas de futebol[6]
- 17 de fevereiro - O piloto  Ryan Newman vence a prova Daytona 500 da NASCAR[7]
  - O Leste vence o Oeste por 134 a 128 no All-Star Game da NBA
- 22 de fevereiro - IRL e Champ Car confirmam a fusão das categorias[8]

### Março
- 8 de março - A atleta  Fabiana Murer quebra o recorde sul-americano indoor de salto com vara com a marca de 4,70 m[9]
- 9 de março - A atleta  Maurren Maggi quebra o recorde sul-americano indoor de salto em distância com a marca de 6,89 m[10]
- 13 de março - O esquiador  Bode Miller ganha o título geral da Copa do Mundo de Esqui Alpino
- 14 de março - A esquiadora  Lindsey Vonn ganha o título geral da Copa do Mundo de Esqui Alpino
- 16 de março - O piloto  Lewis Hamilton vence o GP da Austrália de Fórmula 1[11]
- 23 de março - O piloto  Kimi Raikkonen vence o GP da Malásia de Fórmula 1[12]
- 29 de março - O piloto  Scott Dixon vence o GP de Miami da IRL[13]

### Abril
- 5 de abril - O  Porto vence o  Estrela da Amadora e conquista o Campeonato Português de Futebol[14]
- 6 de abril - O piloto  Felipe Massa vence o GP do Bahrain de Fórmula 1[15]
  - O piloto  Graham Rahal vence o GP de São Petersburgo da IRL[16]
- 13 de abril - O golfista  Trevor Immelman conquista o Masters de Golfe[17]
  - O  Brasiliense conquista o Campeonato Brasiliense de Futebol[18]
- 16 de abril - O  Valencia vence o Getafe e conquista a Copa do Rei da Espanha[19]
  - O  Sport conquista o Campeonato Pernambucano de Futebol[20]
- 20 de abril - A piloto  Danica Patrick vence o GP de Motegi da IRL, se tornado a 1ª mulher a vencer em circuito fechado no automobilismo[21]
  - O piloto  Will Power vence o GP de Long Beach da IRL[22]
- 27 de abril - O piloto  Kimi Räikkönen vence o GP da Espanha de Fórmula 1[23]
  - O piloto  Dan Wheldon vence o GP de Kansas da IRL[24]
  - O  ABC conquista o Campeonato Potiguar de Futebol[25]

### Maio
- 3 de maio - O cavalo  Big Brown, montado por Kent Desormeaux, vence o Kentucky Derby de turfe[26]
- 4 de maio - O ciclista  Andreas Klöden, vence a 62ª edição do Tour da Romandia de ciclismo[27]
  - O  Palmeiras conquista o Campeonato Paulista de Futebol[28]
  - O  Flamengo conquista o Campeonato Carioca de Futebol[29]
  - O  Internacional conquista o Campeonato Gaúcho de Futebol[30]
  - O  Coritiba conquista o Campeonato Paranaense de Futebol[31]
  - O  Cruzeiro conquista o Campeonato Mineiro de Futebol[32]
  - O  Figueirense conquista o Campeonato Catarinense de Futebol[33]
  - O  Vitória conquista o Campeonato Baiano de Futebol[34]
  - O  Itumbiara conquista o Campeonato Goiano de Futebol[35]
  - O  Fortaleza conquista o Campeonato Cearense de Futebol[36]
  - O  CSA conquista o Campeonato Alagoano de Futebol[37]
  - O  Mixto conquista o Campeonato Mato-Grossense de Futebol[38]
  - O  Holanda conquista o Campeonato Amazonense de Futebol[39]
  - O  Real Madrid conquista o Campeonato Espanhol de Futebol[40]
  - O  Bayern Munique conquista o Campeonato Alemão de Futebol[41]
- 11 de maio - O piloto  Felipe Massa vence o GP da Turquia de Fórmula 1[42]
  - O  Manchester United conquista o Campeonato Inglês de Futebol[43]
- 14 de maio - A tenista  Justine Henin anuncia sua aposentadoria das quadras[44]
  - O  Zenit vence o  Rangers e conquista a Copa da Uefa de futebol[45]
- 17 de maio - O cavalo  Big Brown, montado por Kent Desormeaux, vence o Preakness Stakes de turfe
- 18 de maio - A  Internazionale conquista o Campeonato Italiano de Futebol[46]
  - O cavalo  Jeune-Turc vence o GP São Paulo de turfe
- 21 de maio - O  Manchester United vence o  Chelsea nos pênaltis e conquista a Liga dos Campeões da UEFA[47]
- 25 de maio - O piloto  Lewis Hamilton vence o GP de Mônaco de Fórmula 1[48]
  - O piloto  Scott Dixon vence as 500 Milhas de Indianápolis[49]
  - O tenista  Gustavo Kuerten é derrotado na 1ª rodada de Roland Garros em sua última partida oficial da ATP[50]
- 31 de maio - O atleta  Usain Bolt quebra o recorde mundial dos 100m rasos do atletismo no GP de NY, com o tempo de 9s72[51]

### Junho
- 1 de junho - O piloto  Ryan Briscoe vence o GP de Milwaukee da IRL[52]
- 4 de junho - O  Detroit Red Wings vence o  Pittsburgh Penguins e é o campeão da NHL[53]
- 6 de junho - A atleta  Tirunesh Dibaba quebra o recorde mundial dos 5000m do atletismo na Golden League de Oslo, com o tempo de 14min11s15[54]
- 7 de junho - A tenista  Ana Ivanovic vence  Dinara Safina e conquista o Torneio de Roland-Garros[55]
  - O cavalo  Da'Tara, montado por Alan Garcia, vence o Belmont Stakes de turfe[56]
  - O piloto  Scott Dixon vence o Grande Prêmio do Texas da IRL[57]
- 8 de junho - O tenista  Rafael Nadal vence  Roger Federer e conquista o Torneio de Roland-Garros[58]
  - O piloto  Robert Kubica vence o Grande Prêmio do Canadá de Fórmula 1[59]
- 11 de junho - O  Sport vence o  Corinthians e conquista a Copa do Brasil de Futebol[60]
- 16 de junho - O golfista  Tiger Woods conquista o US Open de golfe[61]
- 17 de junho - O  Boston Celtics vence o  Los Angeles Lakers e é o campeão da NBA[62]
- 22 de junho - O piloto  Felipe Massa vence o GP da França de Fórmula 1[63]
  - O piloto  Dan Wheldon vence o GP de Iowa da IRL[64]
- 28 de junho - O piloto  Tony Kanaan vence o GP de Richmond da IRL[65]
- 29 de junho - A  Espanha vence a  Alemanha e é campeã do Campeonato Europeu de Futebol[66]

### Julho
- 2 de julho - A  LDU vence o  Fluminense e conquista a Taça Libertadores da América de Futebol[67]
- 5 de julho - A tenista  Venus Williams vence  Serena Williams e conquista o Torneio de Wimbledon[68]
- 6 de julho - O piloto  Lewis Hamilton vence o Grande Prêmio da Grã-Bretanha de Fórmula 1[69]
  - O tenista  Rafael Nadal vence  Roger Federer e conquista o Torneio de Wimbledon[70]
  - O piloto  Ryan Hunter-Reay vence o Grande Prêmio de Watkins Glen da IRL[71]
- 12 de julho - A piloto  Bia Figueiredo vence o Grande Prêmio de Nashville da Indy Lights[72]
  - O piloto  Scott Dixon vence o Grande Prêmio de Nashville da IRL[73]
- 15 de julho - A Liga Americana vence a Liga Nacional por 4 a 3 no All-Star Game da MLB
- 20 de julho - O piloto  Lewis Hamilton vence o GP da Alemanha de Fórmula 1[74]
  - O piloto  Ryan Briscoe vence o GP de Mid-Ohio da IRL[75]
  - O golfista  Pádraig Harrington vence o British Open de Golfe
- 26 de julho - O piloto  Scott Dixon vence o GP de Edmonton da IRL[76]
- 27 de julho - O ciclista  Carlos Sastre conquista o Tour de France[77]

### Agosto
- 3 de agosto - O piloto  Heikki Kovalainen vence o GP da Hungria de Fórmula 1[78]
  - O cavalo  Top Hat vence o GP Brasil de turfe[79]
- 8 de agosto - Tem início em Pequim os Jogos Olímpicos de Verão de 2008[80]
- 9 de agosto - O piloto  Scott Dixon vence o GP de Kentucky da IRL[81]
- 10 de agosto - O golfista  Pádraig Harrington vence o PGA Championship de Golfe
- 16 de agosto - Fundação do clube de futebol Sport Clube Salgueiros 08 de Portugal
- 19 de agosto - A Argentina vence o Brasil por 3 a 0 e disputa o ouro olímpico no futebol masculino.[82]
- 22 de agosto - O Brasil vence a Bélgica por 3 a 0 e conquista a medalha de bronze no futebol masculino.[83]
- 23 de agosto - A Argentina vence a Nigéria por 1 a 0 e conquista a medalha de ouro olímpica no futebol masculino. É o bicampeonato olímpico da Albiceleste.[84]
- 24 de agosto - O piloto  Felipe Massa vence o GP da Europa de Fórmula 1[85]
  - O piloto  Helio Castroneves vence o GP de Sonoma de 2008 da IRL[86]
- 31 de agosto - O piloto  Justin Wilson vence o GP de Detroit da IRL[87]

### Setembro
- 7 de setembro - O piloto  Raphael Matos vence o campeonato da Indy Lights[88]
  - O piloto  Felipe Massa vence o GP da Bélgica de Fórmula 1[89]
  - O piloto  Hélio Castroneves vence o GP de Chicago e o piloto  Scott Dixon é campeão da IRL[90]
  - A tenista  Serena Williams vence  Jelena Jankovic e conquista o US Open[91]
- 8 de setembro - O tenista  Roger Federer vence  Andy Murray e conquista o US Open[92]
- 14 de setembro - O piloto  Sebastian Vettel vence o GP da Itália de Fórmula 1[93]
  - A  Rússia vence  Espanha e conquista a Fed Cup[94]
- 21 de setembro - O ciclista  Alberto Contador conquista a Vuelta a España[95]
- 28 de setembro - O piloto  Fernando Alonso vence o GP de Cingapura de Fórmula 1, a primeira corrida noturna da Fórmula 1[96]

### Outubro
- 12 de outubro - O piloto  Fernando Alonso vence o GP do Japão de Fórmula 1[97]
- 19 de outubro - O piloto  Lewis Hamilton vence o GP da China de Fórmula 1[98]
  - O  Brasil vence a  Espanha e conquista o Campeonato Mundial de Futsal[99]
- 26 de outubro - O piloto  Ryan Briscoe vence o GP de Surfers Paradise da IRL[100]
- 29 de outubro - O Philadelphia Phillies vence o Tampa Bay Rays e é campeão do World Series[101]

### Novembro
- 2 de novembro - O piloto  Felipe Massa vence o GP Brasil e  Lewis Hamilton é campeão da Fórmula 1[102]
  - Os corredores  Marilson dos Santos e  Paula Radcliffe vencem a Maratona de Nova York[103]
- 9 de novembro - A tenista  Venus Williams vence  Vera Zvonareva e conquista o WTA Tour Championships[104]
- 11 de novembro - O  Corinthians conquista o Campeonato Brasileiro de Futebol de 2008 - Série B[105]
- 6 de novembro - O tenista  Novak Djokovic vence  Nicolai Davidenko e conquista a Masters Cup[106]
  - O piloto  Jimmie Johnson é tri-campeão da NASCAR Sprint Cup[107]
- 23 de novembro - O  Beijing Guoan é campeão da Fórmula Superliga[108]
  - A  Espanha vence  Argentina e conquista a Copa Davis[109]

### Dezembro
- 4 de dezembro - O  Internacional vence o  Estudiantes na prorrogação e conquista a Copa Sul-americana de Futebol[110]
- 7 de dezembro - O piloto  Ricardo Maurício conquista o título da Stock Car Brasil[111]
  - O  São Paulo conquista o Campeonato Brasileiro de Futebol[112]
- 17 de dezembro - O  Santos vence o  Sport e conquista o título da Copa do Brasil de Futebol Feminino[113]
- 21 de dezembro - O  Manchester United vence a  LDU e conquista Campeonato Mundial de Clubes da FIFA[114]
  - O  Grêmio FBPA vence o  Sport Recife e conquista o Campeonato Brasileiro Sub-20.[114]

## Nascimentos
| Data           | Nome                              | Profissão            | Nacionalidade       | Observações | Ref |
| -------------- | --------------------------------- | -------------------- | ------------------- | ----------- | --- |
| 4 de janeiro   | Rayssa Leal                       | skatista             | Brasil              |             |     |
| 20 de janeiro  | Paige Heyn                        | skatista             | Estados Unidos      |             |     |
| 24 de janeiro  | Zhang Yihan                       | ginasta              | China               |             |     |
| 29 de março    | Maria Joaquina Cavalcanti Reikdal | patinadora artística | Brasil              |             |     |
| 7 de julho     | Sky Brown                         | skatista             | Japão · Reino Unido |             |     |
| 26 de agosto   | Kokona Hiraki                     | skatista             | Japão               |             |     |
| 19 de novembro | Naia Laso                         | skatista             | Espanha             |             |     |
| 12 de dezembro | Alba Hurup Larsen                 | automobilista        | Dinamarca           |             |     |
| 12 de dezembro | Gui Khury                         | skatista             | Brasil              |             |     |

## Mortes
| Data           | Nome                | Profissão                                      | Nacionalidade  | Observações | Ref     |
| -------------- | ------------------- | ---------------------------------------------- | -------------- | ----------- | ------- |
| 7 de janeiro   | Maryvonne Dupureur  | atleta, meio-fundista                          | França         | n. 1937     |         |
| 10 de janeiro  | Christopher Bowman  | patinador artístico                            | Estados Unidos | n. 1967     |         |
| 11 de janeiro  | Sir Edmund Hillary  | alpinista                                      | Nova Zelândia  | n. 1919     | [ 115 ] |
| 17 de janeiro  | Bobby Fischer       | enxadrista                                     | Estados Unidos | n. 1943     |         |
| 23 de janeiro  | Dora Bria           | windsurfista                                   | Brasil         | n. 1958     | [ 116 ] |
| 6 de fevereiro | Tony Rolt           | piloto de automobilismo                        | Inglaterra     | n. 1918     | [ 117 ] |
| 27 de março    | Jean-Marie Balestre | dirigente esportivo                            | França         | n. 1921     | [ 118 ] |
| 12 de abril    | Cecilia Colledge    | patinadora artística                           | Reino Unido    | n. 1920     |         |
| 8 de junho     | Peter Rwamuhanda    | atleta, barreirista                            | Uganda         | n. 1953     | [ 119 ] |
| 11 de junho    | Ove Andersson       | piloto de automobilismo                        | Suécia         | n. 1938     | [ 120 ] |
| 4 de agosto    | Craig Jones         | motociclista                                   | Inglaterra     | n. 1985     | [ 121 ] |
| 28 de agosto   | Phil Hill           | piloto de automobilismo                        | Estados Unidos | n. 1927     | [ 122 ] |
| 29 de agosto   | Alcir Portela       | jogador e treinador de futebol                 | Brasil         | n. 1944     | [ 122 ] |
| 26 de setembro | Paul Newman         | ator, piloto e dono de equipe de automobilismo | Estados Unidos | n. 1925     | [ 123 ] |
| 8 de outubro   | Chicão              | futebolista                                    | Brasil         | n. 1949     | [ 124 ] |
| 6 de novembro  | Larry James         | atleta, velocista                              | Estados Unidos | n. 1947     |         |
| 28 de novembro | German Skurygin     | atleta, marchador                              | Rússia         | n. 1963     |         |
| 22 de dezembro | Rosa Branca         | jogador de basquete                            | Brasil         | n. 1940     | [ 125 ] |
| 31 de dezembro | Premjit Lall        | tenista                                        | Índia          | n. 1940     | [ 126 ] |